# Saint-Priest-Bramefant
Saint-Priest-Bramefant – miejscowość i gmina we Francji, w regionie Owernia-Rodan-Alpy, w departamencie Puy-de-Dôme.
Według danych na rok 1990 gminę zamieszkiwało 637 osób, a gęstość zaludnienia wynosiła 33 osoby/km² (wśród 1310 gmin Owernii Saint-Priest-Bramefant plasuje się na 337. miejscu pod względem liczby ludności, natomiast pod względem powierzchni na miejscu 473.).